# Mesogona clarescens
Mesogona clarescens là một loài bướm đêm trong họ Noctuidae.